# Trémouille
Trémouille – miejscowość i gmina we Francji, w regionie Owernia-Rodan-Alpy, w departamencie Cantal.
Według danych na rok 1990 gminę zamieszkiwało 237 osób, a gęstość zaludnienia wynosiła 8 osób/km² (wśród 1310 gmin Owernii Trémouille plasuje się na 614. miejscu pod względem liczby ludności, natomiast pod względem powierzchni na miejscu 219.).